# Bert Trautmann
Bernhard Carl Trautmann, mais conhecido como Bert Trautmann, OBE (Bremen, 22 de outubro de 1923 — La Llosa, 19 de julho de 2013), foi um futebolista e treinador alemão.
Trautmann iniciou sua carreira tardiamente, com vinte e cinco anos. A explicação para isso é simples: Trautmann viveu seus anos durante a Segunda Guerra Mundial, tendo se alistado na Luftwaffe como Fallschirmjäger (paraquedista). Lutou durante três anos na Frente Oriental, ganhando cinco medalhas, incluindo uma Cruz de Ferro. Mais tarde, foi transferido para a Frente Ocidental, onde acabou sendo capturado pelos britânicos quando a guerra já se aproximava do fim. Um dos noventa soldados a sobreviver de um regimento de mil homens, acabou sendo transferido como prisioneiro de guerra para o campo em Ashton-in-Makerfield, Lancashire. Após recusar uma oferta de repatriação, e ser libertado em 1948, acabou se estabelecendo em Lancashire, combinando o trabalho agrícola com o de goleiro do St Helens Town.
Suas atuações no pequeno St Helens Town acabaram chamando a atenção dos maiores clubes do país. Em outubro de 1949, acabou assinando com o Manchester City, que disputava a Primeira Divisão. A decisão de contratar um ex-paraquedista da Luftwaffe gerou protestos por parte dos torcedores, tendo sido assinado uma lista com vinte mil nomes contra sua contratação. Com o tempo, acabou sendo bem acolhido pela torcida do City, mesmo tendo disputado apenas cinco partidas das duzentas e cinquenta disputadas pelo clube.
Tendo sido eleito o melhor jogador do campeonato inglês do ano de 1956, ganhou fama por sua atuação na final da Copa da Inglaterra do mesmo ano. Restando 17 minutos para o término da partida, Trautmann acabou sofrendo uma grave lesão, após "mergulhar" nos pés do jogador Peter Murphy. Apesar da gravidade da lesão, ele continuou na partida, sendo importante para manter o marcador em 3 a 1. Seu pescoço estava visivelmente torto e, após receber sua medalha como campeão, três dias depois recebeu um raio-x mostrando que havia quebrado o pescoço.
Trautmann continuou defendendo o Manchester City até 1964, disputando no total quinhentas e quarenta e cinco partidas. Depois de encerrar sua carreira no mesmo ano após dois jogos pelo Wellington Town (atual Telford United), ele tentou a sorte como treinador, primeiramente em divisões inferiores da Inglaterra e Alemanha e, mais tarde, como parte de um regime de desenvolvimento da Federação Alemã de Futebol, treinou a Birmânia, Libéria e Paquistão. Em 2004 foi nomeado como um honorário oficial da Ordem do Império Britânico (OBE) por promover o futebol anglo-alemão.
Trautmann faleceu em 13 de julho de 2013 na Espanha aos 89 anos. Ele sofreu dois ataques cardíacos no inicio do ano.

## Títulos
Manchester City
- FA Cup (1): 1956

### Prêmios individuais
- Futebolista Inglês do Ano pela FWA (1): 1956
- Membro do Hall da Fama do Futebol Inglês